# Тавпанта
Тавпанта (груз. თავპანტა) — село в Чохатаурском муниципалитете края Гурия Грузии.
Село относится к общине (сакребуло) Набеглави. В советское время входило в Набеглавский сельсовет Чохатаурского района.
Находится на высоте 423 метров над уровня моря. Расположено в долине реки Губазеули, на левом её берегу. Ближайшая дорога (Чохатаури — Бахмаро) проходит по другому берегу реки, через село Набеглави.
Население села по переписи 2014 года составляет 83 человек, из них все грузины. По данным муниципалитета, на 2015 год население села составляло 176 человек.
Димитрий Бакрадзе, посетивший село Тавпанта в 1873 году в составе археологической экспедиции, сообщал, что некогда оно было брошено жителями вследствие частых набегов Османов, однако к моменту его посещения жители вернулись, и он застал село заново отстраивающимся.